# Юрчишин Степан Федорович
Степан Федорович Юрчи́шин (28 серпня 1957, Керниця, Городоцький район, Львівська область, Українська РСР, СРСР — 10 липня 2025, Львів, Україна) — український радянський футболіст, український футбольний тренер і функціонер. Президент львівських «Карпат». Рекордсмен першої ліги СРСР за кількістю голів в одному сезоні — 42 (1979). За збірну СРСР провів 4 гри, забив 1 гол. Майстер спорту СРСР (з 1979).

## Гравець
Вихованець СКА (Львів). Перший тренер — Володимир Георгійович Вараксін.
Закінчив Львівський інститут фізичної культури.
Перша команда — СКА (Львів), де проходив військову службу. Дебютний задокументований гол за клуб Юрчишин провів у товариській грі між СКА та «Карпатами» па початку 1977 року. Тоді він діяв у півзахисті, а нападником став у 1979 році, коли встановлював бомбардирський рекорд першої ліги.
Зігравши за львівський СКА лише кілька ігор у 2-й лізі в сезоні 1977, Юрчишин отримав повістку з Москви і опинився у вищоліговому ЦСКА (Москва). Ще за місяць до його мобілізації до нападника почали надходити привабливі пропозиції з багатьох вищолігових команд («Зеніт», «Спартак» та ін.). За відмову продовжувати виступи у армійській команді Юрчишина на останній місяць служби відправили у підмосковний гарнізон, де футболіст виконував звичайну чорну роботу.
Після повернення на рідну Львівщину найактивніше кликало Юрчишина «Динамо» (Київ). Біля його квартири можна було бачити міліційні патрулі, футболіста на прийом викликали до себе партійні керівники області, адже палким уболівальником «Динамо» і протеже клубу був Володимир Щербицький — перший секретар ЦК КПУ. Нападник згодом таки переїхав до Києва — перед початком сезону 1981.
Чемпіонат-1979 у першій лізі став найрезультативнішим у кар'єрі гравця. Степан Юрчишин забив 42 голи у 42 зіграних матчах. Це стало рекордом першої ліги, який так ніхто і не побив. На форварда спеціально давали паси півзахисники, допомагаючи перевершити попередній рекорд (38 голів). У 1979 році середня лінія «Карпат» була дуже сильною — капітан клубу Лев Броварський, чемпіон світу серед юніорів Андрій Баль, футболіст молодіжної збірної СРСР Юрій Суслопаров. Того сезону «Карпати» вибороли путівку до вищої ліги, а Юрчишина запросили до національної збірної Радянського Союзу — у складі він був єдиним представником першої ліги. У 1980 році львівський клуб не зумів втриматися у «вишці» — передостаннє, 17 місце.
Початок першості-1981 провів у барвах київського «Динамо», але зіграв лише 1 гру, пошкодив меніск, потім коліно і повернувся до «Карпат». На початку 1982 року клуб розформували, перетворивши на військовий СКА «Карпати». Там нападник провів сезони 1982—1983 років, згодом виступав за вищоліговий «Пахтакор» (Ташкент), друголігові «Торпедо» (Луцьк) та «Поділля» (Хмельницький).
У 1989 році, відразу ж після відродження «Карпат», повернувся до Львова. У «Карпатах» він став капітаном команди і діяв в обороні та виконував пенальті. Закінчував кар'єру у львівських любительських командах «Сокіл-ЛОРТА» та «Львів».

## Тренер і функціонер
Певний час працював головним тренером львівських «Карпати»: у 1992, 1999 і 2001 роках. Також тренував ФК «Львів» (1994—1998 і 2007—2008; у 2008 році вивів команду до прем'єр-ліги) і «Карпати-2» у першій лізі (2003—2004). У 2000—2005 роках входив до тренерського штабу «Карпат».
З 2009 року — спортивний директор ФК «Карпати» (Львів). 2010 року обраний до Львівської обласної ради за списком Партії регіонів.

## Родина
Старший брат футболіста Володимира Юрчишина.